# Epidola nuraghella
Epidola nuraghella is een vlinder uit de familie tastermotten (Gelechiidae). De wetenschappelijke naam is voor het eerst geldig gepubliceerd in 1939 door Hartig.
De soort komt voor in Europa.